# Pimelodus microstoma
Pimelodus microstoma és una espècie de peix de la família dels pimelòdids i de l'ordre dels siluriformes.

## Morfologia
Els mascles poden assolir els 14,9 cm de llargària total.

## Distribució geogràfica
Es troba a Sud-amèrica: conca del riu Amazones al Brasil.